# Lípa Bratra Alberta
Lípa Bratra Alberta, polsky Lipa Brata Alberta, je památný strom lípa malolistá (Tilia cordata) u vesnice Brzoza na levém břehu veletoku Visla ve gmině Wielka Nieszawka v okrese Toruň v Polsku. Geograficky se nachází v makroregionu Pradolina Toruńsko-Eberswaldzka v Kujavsko-pomořském vojvodství.

## Další informace
Strom je památkově chráněn od 31. října 2014. Podle údajů z roku 2014:
| Obvod kmene (ve výčetní výšce): | 3,20 m |
| Výška stromu                    | 22 m   |

Lípa Bratra Alberta, společně s blízkými památnými stromy Dub Gniewko a Lípa Bolka, leží na turistické trase Szlak im. Stanisława Noakowskiego.